# Handschuhsheim
Cette page contient des caractères spéciaux ou non latins. S’ils s’affichent mal (▯, ?, etc.), consultez la page d’aide Unicode.
Handschuhsheim (Hendesse [ˈhɛndəsə] en dialecte local (de)) est un quartier de la ville de Heidelberg, une ville située dans le Land de Bade-Wurtemberg dans le Sud-Ouest de l'Allemagne. 

## Situation
Handschuhsheim est le quartier le plus au nord de Heidelberg. Il est bordé à l’est par le quartier de Ziegelhausen, à l’ouest par celui de Wieblingen et au sud par celui de Neuenheim. Au nord il partage sa frontière avec la commune de Dossenheim.

## Urbanisation
Le cœur du quartier  comprend le château de Tiefburg (de) et l’église St. Vitus (de).
La place centrale est entourée de vieilles fermes, reliées par des ruelles et séparées par des restaurants et des jardins. Quelques villas du début du XXe siècle se dressent sur les pentes de la Heiligenberg (de), ou « montagne sacrée », qui s’élève à 440 m d’altitude.
Le quartier est peu urbanisé en dehors de la zone qui entoure le château et celle qui est en contact avec Neueheim, plus de la moitié (53 %) de sa superficie est boisée et plus d'un quart (26 %) est à vocation agricole.

## Histoire

### Préhistoire et Protohistoire
Le quartier d’Handschuhsheim a connu une activité humaine dès le 3e millénaire av. J.-C. Cinq siècles av. J.-C., les Celtes s'installent dans la zone. Une double enceinte du IVe siècle av. J.-C. se dresse sur les flancs de la Heiligenberg. Il est probable qu’ils aient utilisé la montagne pour leurs dévotions.
Vers le Ier siècle av. J.-C., les hordes germaines chassent les Celtes ; les Suèves, venant du nord de L’Allemagne s’installent dans le sud du pays, en particulier sur les rives du Neckar. Un groupe significatif de Celtes semble néanmoins être demeuré sur place.

### Antiquité
Peu après le début de notre ère, les Romains traversent le Rhin en provenance de Gaule et deviennent les maîtres de la région. La zone conquise — qui comprend la majeure partie du pays de Bade et de larges pans de la Haute-Hesse, du Wurtemberg et de la Bavière — est séparée de la Germanie supérieure innocupée par les limes germano-rhétiens supérieurs (en).
Cependant, peu de traces de l’occupation romaine ont été découvertes dans le quartier de Handschuhsheim. Le lac d’Entensee est probablement un ancien domaine romain. Des vestiges romains ont également été mis au jour près de l’église. L’Heiligengberg a révélé des traces indiquant que la montagne a été utilisée par les Romains comme lieu de culte. Ils y ont élevé des petits temples, dédiés à Mercure pour la plupart d’entre eux.
À partir du IIIe siècle le pouvoir des Romains se délite sous les assauts des Germains. Les limes sont bousculées et toute la région de la rive droite du Rhin bascule sous la domination germaine autour de 260. Les Alamans qui prennent alors le pouvoir ne le garde pas longtemps. En 496, Clovis Ier, roi des Francs saliens impose une fin à la progression germaine qui leur a permis la conquête du Rhin et de l’Alsace, et incorpore leur territoire à l’empire franc. C’est le début de la conquête chrétienne.

### Moyen Âge
À la fin du VIIIe siècle, lorsque les premières mentions du village d'Handschuhsheim sont attestées, le culte chrétien a été définitivement instauré dans la région, même si quelques traces de paganisme subsistent.
Au XIIIe siècle Handschuhsheim relève de l’électorat de Mayence, tout comme Schauenburg et Lorsch.
Au début du XVe siècle, le village obtient le droit de tenir un marché. En 1460, Frédéric Ier s’empare d’Handschuhsheim et de Dossenheim. L'année suivante, les possessions de l’électorat de Mayence sont promises au palatinat du Rhin ; Handschuhsheim demeure gagée à l’électorat. Il faut attendre 1653, après la renonciation de l’archevêque de Mayence, pour que les électeurs palatins jouissent entièrement de leurs droits sur le village. 
Durant cette période qui commence au XVe siècle, Handschuhsheim est élevée en fief. Ce dernier rassemble une ferme et une maison fortifiée ou château de Tiefburg ayant appartenu à la famille Knebel (de) et ayant changé plusieurs fois de mains. Le Tiefburg et sa cour font ensuite partie des possessions de la famille de Helmstatt à partir de 1624.

### Époque moderne et guerres de la Révolution
Au début de la guerre de Trente Ans (1618 - 1648), le village accueille le quartier général du comte de Tilly lors de sa conquête de Heidelberg. Le bourg est sévèrement endommagé durant les guerres du XVIIe siècle ; ce qui survit à la guerre de Trente Ans est ensuite détruit par l’invasion des troupes françaises de 1674. En 1689, au cours de la guerre de la Succession palatine (1688 – 1697), Handschuhsheim est brûlée trois fois et réduite à quelques bâtiments.
Au début du XVIIIe siècle, Handschuhsheim panse ses plaies. Des immigrants suisses s'installent dans le village laissant le toponyme Schweizer Gass à l’une des rues du village.
En 1700, Georg Adam von Helmstatt érige une place à proximité des ruines du château de Tiefburg qui est également reconstruit. Ses enfants, Damian Hugo (de) et Johann Ferdinand Joseph von Helmstatt, déménagent le centre familial à Hochhausen (de), mais les possessions originales de Handschuhsheim demeurent dans la famille jusqu'à au début du XXe siècle.
Durant le XVIIIe siècle, Handschuhsheim est à nouveau le théâtre de plusieurs épisodes guerriers. Pendant la guerre de Sept Ans (1756 - 1756), les Français y établissent leur camp et des actes de pillage sont à déplorer.
Le 25 septembre 1795 voit la défaite à Handschuhsheim de l’armée française sous les ordres du général Georges Joseph Dufour face aux forces autrichiennes menées par Peter Quasdanovich.
En 1799 encore, le village est encore pillé.

## Toponymie

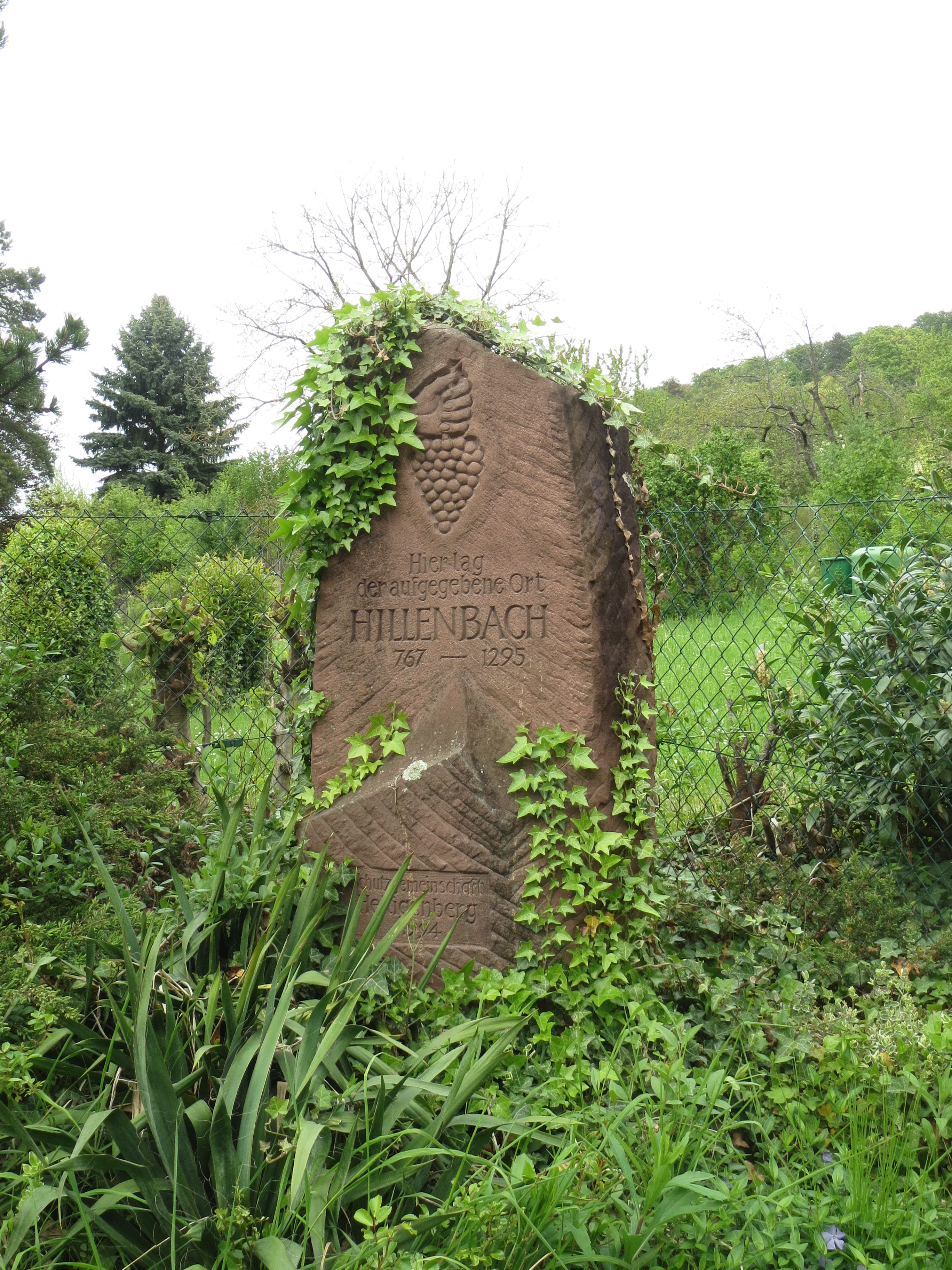
La stèle commémorant le hameau de Hillenbach.

Selon le codex de Lorsch, une première mention du village — alors dépendant de l'abbaye de Lorsch —, sous la forme Hantscuhesheim, apparait en 765.
Le codex semble ensuite confondre Handschuhsheim avec Schauenburg (de) au nord de Dossenheim.
Il est probable que la localité ait existé depuis plusieurs siècles avant la mention du codex, mais la terminaison en « heim » plaide pour une origine franque. Le toponyme semble provenir du nom d’un propriétaire du Moyen Âge, du nom de Ansco (de « Ansgar » ou « Hansco »), qui s’est modifié au cours des âges en « Handschuh », ou « gant », qui orne depuis le Moyen Âge le blason du village.
Le codex mentionne également le hameau de Hillenbach (de) en 767. Ce dernier est probablement abandonné vers 1300. Une stèle commémorative se dresse à son emplacement depuis 1994.
En 774, une chapelle dédiée à saint Nazaire est citée dans le périmètre du village.

## Sports
Le TSV Handschuhsheim est un club allemand de rugby à XV basé à Handschuhsheim et existant depuis 1949, qui participe au championnat d'Allemagne de rugby à XV. Il en est vice-champion en 1953, 1955, 1956, 1963, 1968, 1978 et 2005.

## Personnalité liées à la commune
- Sophie Berlinghof (1910-2002), résistante contre le nazisme et membre du conseil communal communiste de Heidelberg, est née et est enterrée à Handschusheim[3].
- Vera Scholz von Reitzenstein (1924-2018), sculptrice germano-suisse, a loué un atelier à Handschuhsheim à partir de 1965.